# Kasteel van Mesnil-Voisin
Het Kasteel van Mesnil-Voisin (Frans: Château de Mesnil-Voisin) is een kasteel in de Franse gemeente Bouray-sur-Juine, op de grens met Janville-sur-Juine en Lardy. Het kasteel is een beschermd historisch monument sinds 1980.